# Laufach
Laufach település Németországban, azon belül Bajorországban. Lakosainak száma 5308 fő (2023. december 31.). Laufach Sailaufer Forst, Bessenbach, Sailauf és Forst Hain im Spessart községekkel határos.

## Népesség
A település népessége az elmúlt években az alábbi módon változott:
| Lakosok száma | 1031 | 2546 | 3510 | 4716 | 5132 | 5171 | 5102 | 5176 | 5258 | 5308 |
|               | 1875 | 1950 | 1975 | 1987 | 2012 | 2014 | 2016 | 2017 | 2021 | 2023 |